# رابرت مایلیت
رابرت مایلیت (به انگلیسی: Robert Maillet) (زاده ۲۶ اکتبر ۱۹۶۹) بازیگر و بازیکن کشتی حرفه‌ای کانادایی است.
از فیلم‌های معروف او می‌توان به بازی در فیلم شرلوک هولمز و عمارت‌های آجری اشاره کرد.